# الأطباء (مسلسل 2016)
الأطباء (بالهانغل: 닥터스، وحرفياً دوكتوسو) هو دراما طبية من كوريا الجنوبية من بطولة الممثل كبم راي وون والممثلة باك شن هي. بث المسلسل على قناة إس بي إس (SBS) الساعة العاشرة مساء بتوقيت كوريا الجنوبية يومي الاثنين والثلاثاء، من 20 يونيو حتى 23 أغسطس من سنة 2016 لمدة عشرين حلقة. ليحل بعده مسلسل أحباء القمر - القلب القرمزي ريو في 29 أغسطس 2016.
حققت الدراما نجاحًا كبيرًا حيث بلغ متوسط نسب المشاهدة في تقييمات الجمهور 18.40٪. خاصة تطور شخصية بارك شين هي لدى المشاهدين من مراهقة مضطربة إلى طبيبة جذابة تحظى بشعبية كبيرة بسبب مشاهد الحركة والاكشن والمواجهات القتالية المباشرة.

## قصة المسلسل
يو هي جونغ (بارك شين هي) تلميذة في الثامنة عشر من عمرها تتميز بشخصية متمردة وصعبة المراس، أقرب لشخصية العصابات. وذلك بسبب مرارة وندوب الطفولة، بعد تشتت عائلتها وخيانة والدها لأمها مع امرأة أخرى تزوجها ما أدى لوفاة أمها، وهو ما لن تغفره له لذلك يرسلها للعيش مع جدتها التي تصبح الأقرب لقلبها.
في بيت جدتها تتعرف على هونغ جي هونغ (كيم راي وون) شاب في السابعة والعشرين من العمر يستأجر غرفة في المنزل، وهو معلمها في مدرستها الثانوية لكنه كان طبيباً ترك المهنة مؤقتاً بسبب خطأ لم يتحمله، شخصيته المرحة ورعايته لها لعب دورا رئيسيا في تحويل حياتها من فتاة «ميؤوس منها» لجرَّاحة ناجحة، لكن قربهم هذا أدى إلى مشاكل وغيرة بعض التلميذات خاصة بعد حصول يو هي جونغ على المرتبة الأولى بامتحان الرياضيات وتفوقها على أنجح تلميذة بالصف جن سو وو (إي سونغ غيونغ) ماجعل الأخيرة تطلق شائعة علاقة حب بين المعلم ويو هي جونغ، لتفرقهم الأقدار.
بعد مرور ثلاثة عشر عاماً تنتقل يو هي جونغ للعمل كطبيبة زميلة في مستشفى غوكِل هناك يجمعها القدر بمنافستها وابنة مدير المشفى جن سو وو وكذلك بحبيبها ومعلمها هونغ جي هونغ الذي عاد من أمريكا بعد أن أصبح أشهر بروفيسور جراحة مخ وأعصاب.
وبعد ذلك تدور لاحداث.

## أبطال العمل والشخصيات

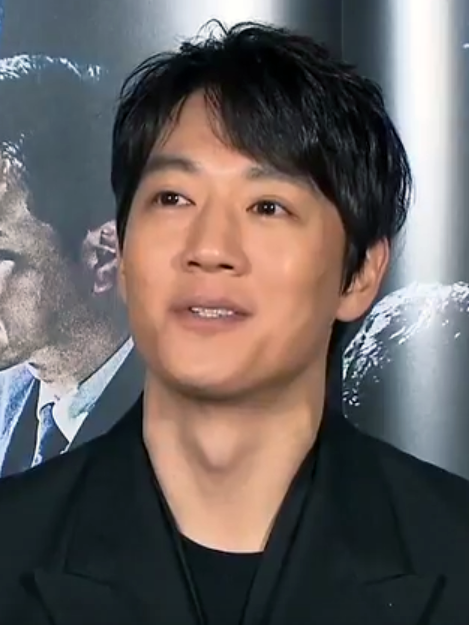
كيم راي وون في دور (هونغ جي هونغ)
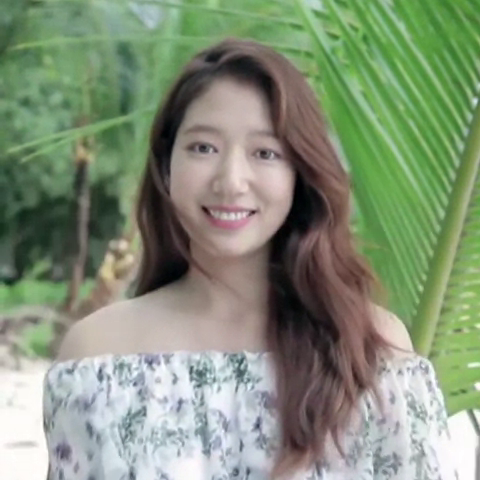
باك شن هي في دور (يو هي جونغ)
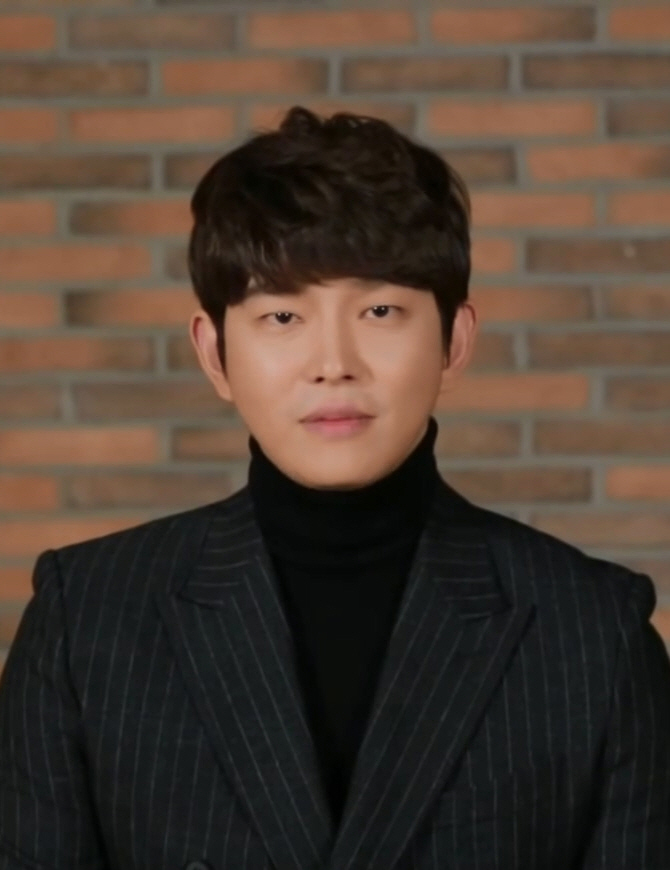
يُن غيُن سانغ في دور (جونغ ين دو)
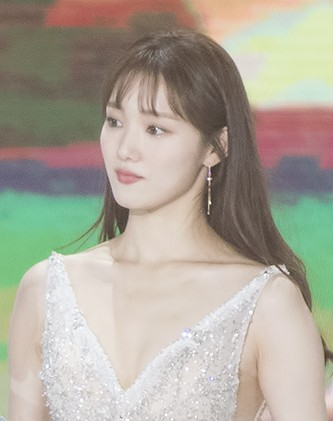
إي سونغ غيونغ في دور (جن سو وو)

### الشخصيات الرئيسية
| الشخصية      | الممثل        | الدور                           | معلومات هامة |
| ------------ | ------------- | ------------------------------- | --- |
| هونغ جي هونغ | كبم راي وون   | بروفيسور جراح مخ وأعصاب         | هونغ جي هونغ رجل مجتهد فقد والديه في سن مبكرة بحادث سيارة، فتم تبنيه من طرف هونغ دو شك رئيس مستشفى غوكِل، الذي وفر له الإمكانيات اللازمة حتى تخرج من كلية طب مرموقة وأصبح طبيباً، لكن بسبب حادث طبي في غرفة الجراحة قرر التوقف مؤقتاً والعمل كمدرس بيولوجيا في إحدى الثانويات. وبسبب تعرضه للتنمر خلال شبابه في المدرسة قرر بناء علاقة يسودها الحب والإهتمام بين المراهقين من طلابه. خاصة المتمردة يو هي جونغ (باك شن هي) الذي قرر مساعدتها في تغيير حياتها وفتح صفحة جديدة لكن الإشاعات والظروف تفرقهم، ليدرك أنه واقع في حبها. بعد مرور 13 عاما، أصبح خلالها جراح مخ وأعصاب يجمعه القدر بها ويعترف لها بمشاعره الدفينة.                                          |
| يو هي جونغ   | باك شن هي     | طبيبة زميلة جراحة المخ والأعصاب | يو هي جونغ شابة جميلة، بارعة في الفنون القتالية بمعدل ذكاء يبلغ 154 لكن وفاة والدتها وطفولتها الصعبة مع زوجة أبيها، جعل منها فتاة متمردة تحب الوحدة وحماية نفسها بنفسها رافضة الوثوق بأحد وبسبب سلوكها العدائي وغطرستها مع باقي زملائها فصلت من العديد من المدارس، ما حذى بوالدها إلى التخلى عنها وإرسالها للعيش مع جدتها، الشخص الوحيد الذي أحبها ودعمها ووثق بها. هناك تتعرف على المعلم الشاب هونغ جي هونغ، الذي يساعدها في تغيير حياتها وإيجاد هدف في الحياة. وأثناء جراحة جدتها التي تم كشف إصابتها بسرطان المعدة يحدث خطأ طبي وتتوفى، وأمام صمت المشفى وقبول والدها للتسوية تصر يو على معرفة الحقيقة فتثابر وتصبح طبيبة مخ وأعصاب ناجحة مصرة على الإنتقام. |
| جونغ ين دو   | يُن غيُن سانغ   | طبيب جراح مخ وأعصاب             | جونغ ين دو هو طبيب مخ وأعصاب ناجح من عائلة ثرية، لكنه أناني ومتغطرس ويفتقد للحنان والإجتماعية. ومع ذلك فهو يمارس عمله بتشدد وحزم، وبسبب طباع يو هي جونغ (باك شن هي) المختلفة عنه وماضيها ودقتها في العمل يجد نفسه مشدوداً إليها كثيراً دون اكتراثه لمشاعر جن سو وو (إي سونغ غيونغ) التي تحبه. |
| جن سو وو     | إي سونغ غيونغ | طبيبة قسم المخ والأعصاب         | جن سو وو إي سونغ غيونغ طبيبة مخ وأعصاب كانت صديقة يو هي جونغ في المدرسة الثانوية لكن رؤية العلاقة المتنامية بين يو هي جونغ والمعلم هونغ جي هونغ، وتفوق الأخيرة عليها بامتحان الرياضيات أصبحت تغار منها خصوصا أن سو كانت مغرمة بالمعلم هونغ جي هونغ، وهو ما جعلها تطلق شائعة وجود علاقة حب بينهما ما يتسبب لهما بالمتاعب. بد مرور 13 سنة تقع سو في حب جونغ ين دو لكن هذا الأخير يقع في حب يو هي جونغ ومرة أخرى تثار غيرتها. |

#### طاقم المشفى
| الشخصية           | الممثل         | الدور                                                | معلومات هامة                                                |
| ----------------- | -------------- | ---------------------------------------------------- | ----------------------------------------------------------- |
| هونغ دو شك        | إي هو جاي      | رئيس مستشفى غوكِل                                     | والد هونغ جي هونغ بالتبني.                                  |
| كيم تاي هو        | جانغ هيون سونغ | نائب مدير مستشفى جوجيل ورئيس قسم جراحة المخ والأعصاب | صديق البروفسور هونغ جي هونغ.                                |
| جو إن جو          | يو دا إن       | اختصاصية الجراحة العامة                              | صديقة البروفسور هونغ جي هونغ منذ الدراسة.                   |
| كانغ غيونغ جن     | كيم كانغ هيون  | طبيب عام مقيم بقسم جراحة المخ والأعصاب               | طبيب تحت التمرين في سنته الرابعة ورئيس الأطباء المتدربين    |
| بي يونغ جوك       | بيك سونج هيون  | طبيب عام مقيم بقسم جراحة المخ والأعصاب               | طبيب تحت التمرين في سنته الثالثة وصديق سيو وو المقرب        |
| آهن جونغ داي      | جو هيون سيك    | طبيب عام مقيم بقسم جراحة المخ والأعصاب               | طبيب تحت التمرين في سنته التانية مجد لكنه شره جدا           |
| تشوي كانغ سو      | كيم مين سوك    | طبيب عام مقيم بقسم جراحة المخ والأعصاب               | طبيب تحت التمرين في سنته الأولى يكتشف إصابته بالسرطان لاحقا |
| جونغ با ران       | لي سون هو      | طبيب ومعل في قسم الجراحة العامة                      | صديق بروفيسور هونغ جي هونغ، وعم طبيب جونغ ين دو.            |
| هوانغ بو تاي يانغ | تشوي سونغ جاي  | طبيب مقيم في قسم الجراحة العام                       | تحت التمرين في سنته الأولى                                  |
| بايك هو مين       | جونغ جين       | رئيس قسم الجراحة العامة والعلاقات العامة للمستشفي    |                                                             |

### شخصيات ثانوية
- غل جنغ وو بدور هونغ جي هونغ عندما كان طفلاً.
- باك سولومون بدور هونغ جي هونغ في سن المراهقة.
- غال سو وون بدور يو هيو جونغ عندما كانت طفلة.
- مون جي في بدور شيون سيون هي صديقة  يو هي جونغ المقربة

#### ضيوف شرف
- ظهر الممثل لي كي وو في الحلقة الأولى من المسلسل كضيف شرف بدور زعيم عصابة
- جسد الممثل الشاب (يو هوي هيون) دور الجندي تشوي يونغ سو الأخ الأصغر الطبيب تشوي كانغ سو (كيم مين سوك)
- لعبت الممثلة هان هاي جين دور المريضة المعتدى عليها جو سو جي في حلقتين من المسلسل (11 و12), كما أدى الممثل جو دال هوان دور الخاطف والمعتدي آن سونغ سو خلال الحلقتين.
- شارك النجم نام غونغ مين دور الأرمل الفقير مرسل الطلبات وأب الطفلين المصابين بالورم في حلقتين من المسلسل (13 و15).
- لي سانغ إيوب في دور زوج المرأة الحامل (حلقة 15)

## الموسيقى التصويرية
- موسيقى تصويرية: 닥터스 / مسلسل الأطباء 2016
- فنان: فنانون متنوعون
- اللغة: لغة كورية، لغة إنجليزية
- تاريخ الإصدار: 1 أغسطس 2016
- عدد الأغاني: 25
- الموزع: (RIAK ((사)한국음반산업협회
- وكالة: (Pan Entertainment (팬엔터테인먼트

| رقم | عنوان الأغنية                         | المغني                                                             |
| --- | ------------------------------------- | ------------------------------------------------------------------ |
| 1.  | "No Way"                              | بارك يونغ في (박용인) & كوون سون يل (권순일) من فرقة أوربان زاكابا |
| 2.  | "Sunflower"                           | يونها مع. كاسي 케이시                                              |
| 3.  | "It's Love" 그 애 (愛)                | جونغ يوب (من فرقة براون آيد سول)                                   |
| 4.  | You're Pretty 넌 예뻐                 | Jungho (정호) of 2MUCH                                             |
| 5.  | Sun Shower 여우비                     | SE O of Jelly Cookie (젤리쿠키)                                    |
| 6.  | "No Way" (موسيقى)                     | بارك يونغ في (박용인ك) وكوون سون يل (권순일) من فرقة أوربان زاكابا |
| 7.  | "Sunflower" (موسيقى)                  | يونها مع. كاسي (케이시)                                            |
| 8.  | That Love (موسيقى)                    | جونغ يوب (من فرقة براون آيد سول)                                   |
| 9.  | You're Pretty (Inst.) 넌 예뻐 (Inst.) | Jungho (정호) of 2MUCH                                             |
| 10. | Sun Shower (Inst.) 여우비 (Inst.)     | SE O of Jelly Cookie (젤리쿠키)                                    |
| 11. | School                                | فنانون متنوعون                                                     |
| 12. | From Me To You                        | فنانون متنوعون                                                     |
| 13. | Beautiful Lies                        | فنانون متنوعون                                                     |
| 14. | Chromatic Surgery                     | فنانون متنوعون                                                     |
| 15. | Doctor's Memory                       | فنانون متنوعون                                                     |
| 16. | Healing Heart                         | فنانون متنوعون                                                     |
| 17. | Into The Time                         | فنانون متنوعون                                                     |
| 18. | Table Death                           | فنانون متنوعون                                                     |
| 19. | Pitter-Patter                         | فنانون متنوعون                                                     |
| 20. | Awake Surgery                         | فنانون متنوعون                                                     |
| 21. | Hurt And Heart                        | فنانون متنوعون                                                     |
| 22. | Sad Gold Spoon                        | فنانون متنوعون                                                     |
| 23. | Good-bye My Fellow                    | فنانون متنوعون                                                     |
| 24. | Code Blue                             | فنانون متنوعون                                                     |
| 25. | Doctors In love                       | فنانون متنوعون                                                     |

### تصنيف الأغاني
| عنوان الأغنية                                               | السنة | ترتيبها في هرم تصنيف الأغاني | عدد المبيعات                      | ملاحظات |
| عنوان الأغنية                                               | السنة | غاون                         | عدد المبيعات                      | ملاحظات |
| ----------------------------------------------------------- | ----- | ---------------------------- | --------------------------------- | ------- |
| "No Way" (بارك يونغ في، كوون سون يل (من فرقة أوربان زاكابا) | 2016  | 24                           | - في كوريا الجنوبية 212,642+ نسخة | الجزء 1 |
| "Sunflower" (يونها مع كاسي)                                 | 2016  | 72                           | - في كوريا الجنوبية 159,597+ نسخة | الجزء 2 |
| "It's Love" (جونغ يوب (من فرقة براون آيد سول)               | 2016  | 36                           | - في كوريا الجنوبية 179,405+ نسخة | الجزء 3 |

## الإنتاج

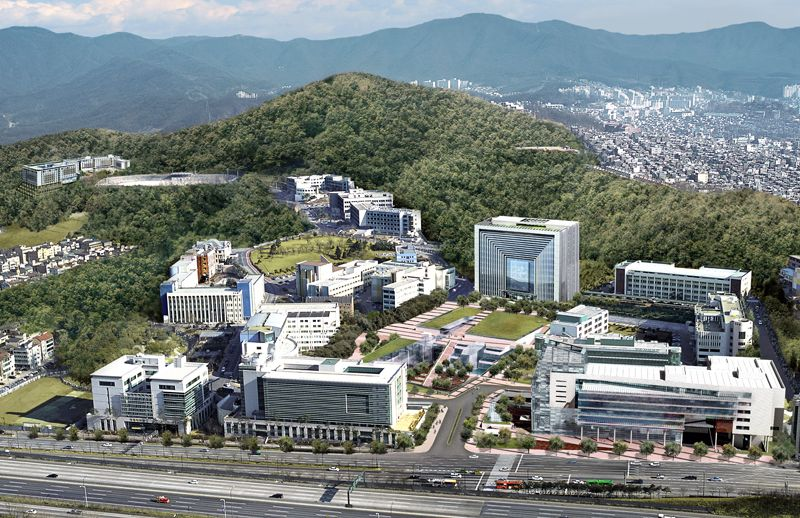
صورة شاملة لأكاديمية جامعة جاتشون حيث جرى تصوير مستشفى غوكِل

- استندت قصة مسلسل الأطباء إلى سيناريو الكاتبة ميونغ هي ها التي أصبحت بموجبه أحد الفائزين في مسابقة "Find the Desert's Shooting Star Screenplay" الخاصة بمؤسسة بث المحتوى على (BCPF) التي أقيمت عام 2010.[10]
- كان من المفترض أن تقوم شركة اتش بي للترفيه الجنوب كورية بانتاج السلسلة فيما يقوم المخرج مو وان إيل بإخراج الدراما.
- أجريت محادثات لبث السلسلة على قناة كي بي إس 2 التلفزيونية في وقت الذروة من الاثنين إلى الثلاثاء خلال عام 2015 بعد نهاية سلسلة المعالج لكنها باءت فشلت.[11]
- كان عنوان المسلسل "Yeoggangpae Hyejung" («هي جونغ فتاة العصابات»)، لكن تم التوصل لاختيار عنوان الأطباء بسبب قربه من مضمون المسلسل.
- جمع المسلسل الممثلين باك شن هي وبايك سونغ-هيون لتاني مرة بعد الدراما الناجحة التي شاركا فيها في الصغر سلم إلى السماء عام 2003.[12] كما جمع شمل باك شن هي ويون كيون سانغ اللذان سبق لهما العمل معًا في دراما 2014 بينوكيو.

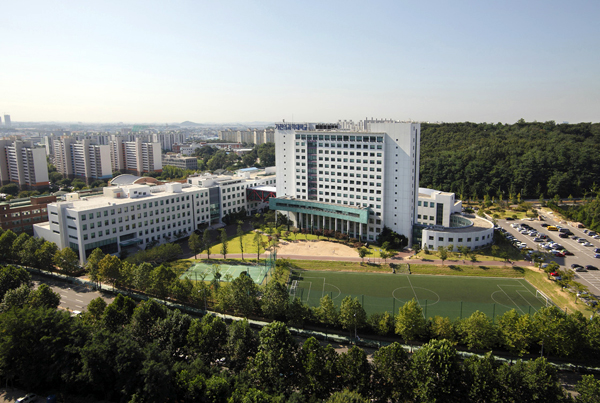
صورة لأكاديمية جامعة جاتشون حيث جرى تصوير مستشفى غوكِل

- جرت أول قراءة للسيناريو في 28 أبريل 2016 في مركز إنتاج الشبكة التلفزيونية إس بي إس في Ilsan بمدينة غويانغ التابعة لمقاطعة غيونغي، كوريا الجنوبية.
- تم تصوير أول شريط اعلاني دعائي للمسلسل في 28 مايو 2016.
- بسبب بث الألعاب الأولمبية الصيفية 2016 في ريو دي جانيرو، البرازيل. تم تأجيل بث الحلقة 18 يوم الثلاثاء 16 أغسطس إلى يوم الاثنين 22 أغسطس 2016.[13]

### مسلسلات مقتبسة
في يونيو 2017 بدأ بث النسخة التركية المقتبسة من المسلسل تحت عنوان نبضات قلب (Kalp Atisi ("Heartbeat" من بطولة الممثلة التركية أويكو كاراييل والممثل جوكهان ألكان

## البث الدولي
بث المسلسل في سنغافورة وماليزيا وإندونيسيا من خلال شبكة التلفزيون المدفوع سوني عبر قناة تلفزيون آسيا الوحيد (ONE TV Asia) يومي الثلاثاء والأربعاء على ساعة 20:10 ()، وساعة 19:10 (بتوقيت إندونيسيا) خلال 24 ساعة من أول بث له في كوريا الجنوبية. كما تم تحميل المسلسل مع ترجمة باللغة الإنجليزية للمشاهدة في سنغافورة عبر خدمة الفيديو في أي يو التي تديرها شبكة بي سي سي دبليو.
وثم بثه في تايلاند ابتداء من 4 يوليو 2016، على شبكة إر إس بروموشن العامة المحدودة (network RS Promotion)، يومي الإثنين والثلاثاء على الساعة 22:00
- أما بالولايات المتحدة، فقد بثت الدراما عبر الهواء مع ترجمة إلى الإنجليزية في منطقة لوس أنجلوس الكبرى من 18 يوليو إلى 20 سبتمبر 2016، كل إثنين وثلاثاء على ساعة 21:00 وعلى القناة التلفزيونية الرقمية قناة 18 المشار إليها غالبا (إل أي 18) الموجهة لأمريكيين الآسيويين.
- من 15 ديسمبر 2016 جرى بث الدراما في فيتنام على قناة HTV2 من الإثنين إلى الجمعة ابتداءً من الساعة 21:00 (ICT)[14]
- في إندونيسيا، تم البث على قناة RTV من 25 سبتمبر 2017، من الاثنين إلى يوم الجمعة ابتداءً من الساعة 09:30.[15]
- في أوزبكستان، بدأ البث في عام 2017، لتصبح الدراما المسلسل الأجنبي الأعلى تصنيفًا في تاريخ التلفزيون الأوزبكي.
- في الفلبين، جرى بث الدراما على قناة ABS-CBN في الفترة من 7 مايو إلى 6 يوليو 2018 تحت عنوان Doctor Crush وأعيد بث المسلسل في 11 فبراير 2019 على قناة Asianovela.
- في ماليزيا، قررت شركة Sony One إعادة بث المسلسل مرة أخرى في أيام الثلاثاء على الساعة 17:45 ابتداءً من 24 يوليو 2018 للمرة الثالثة بعد عامين.

## نسبة المشاهدة
في الجدول أدناه، الأرقام الزرقاء تمثل أدنى درجات المشاهدة والأرقام الحمراء  تمثل أعلاها. مع ترتيب لكل حلقة.
| # حلقات        | تاريخ البث الأصلي | متوسط مشاهدة الجمهور  | متوسط مشاهدة الجمهور  | متوسط مشاهدة الجمهور                   | متوسط مشاهدة الجمهور                   | متوسط مشاهدة الجمهور |
| # حلقات        | تاريخ البث الأصلي | التقييم حسب شبكة TNmS | التقييم حسب شبكة TNmS | التقييم حسب شبكة AGB Nielsen الفلبينية | التقييم حسب شبكة AGB Nielsen الفلبينية |                      |
| # حلقات        | تاريخ البث الأصلي | على الصعيد الوطني     | منطقة سول العاصمة     | على الصعيد الوطني                      | منطقة سول العاصمة                      |                      |
| -------------- | ----------------- | --------------------- | --------------------- | -------------------------------------- | -------------------------------------- | -------------------- |
| 1              | 20 يونيو 2016     | 11.4% (الرابع)        | 15.1% (الرابع)        | 12.9% (الرابع)                         | 14.7% (الرابع)                         |                      |
| 2              | 21 يونيو 2016     | 12.4% (الرابع)        | 16.9% (الثالث)        | 14.2% (الرابع)                         | 16.2% (الرابع)                         |                      |
| 3              | 27 يونيو 2016     | 12.8% (الرابع)        | 16.5% (الثالث)        | 14.4% (الثالث)                         | 16.9% (الثالث)                         |                      |
| 4              | 28 يونيو 2016     | 14.6% (الثالث)        | 17.8% (الثاني)        | 15.6% (الثالث)                         | 18.0% (الثاني)                         |                      |
| 5              | 4 يوليو 2016      | 16.1% (الثالث)        | 20.7% (الأول)         | 18.4% (الثالث)                         | 20.2% (الثالث)                         |                      |
| 6              | 5 يوليو 2016      | 16.8% (الثالث)        | 20.8% (الأول)         | 19.7% (الثالث)                         | 21.6% (الثاني)                         |                      |
| 7              | 11 يوليو 2016     | 18.4% (الثالث)        | 22.3% (الأول)         | 18.8% (الثالث)                         | 21.3% (الثاني)                         |                      |
| 8              | 12 يوليو 2016     | 17.8% (الثالث)        | 20.3% (الثاني)        | 19.2% (الثاني)                         | 21.1% (الثاني)                         |                      |
| 9              | 18 يوليو 2016     | 16.8% (الثالث)        | 20.0% (الثاني)        | 19.4% (الثالث)                         | 21.5% (الثاني)                         |                      |
| 10             | 19 يوليو 2016     | 17.2% (الرابع)        | 19.9% (الثاني)        | 19.3% (الثاني)                         | 22.6% (الثاني)                         |                      |
| 11             | 25 يوليو 2016     | 17.2% (الثالث)        | 20.2% (الأول)         | 19.2% (الثالث)                         | 21.9% (الثاني)                         |                      |
| 12             | 26 يوليو 2016     | 18.2% (الثالث)        | 20.9% (الأول)         | 18.7% (الثالث)                         | 21.7% (الثاني)                         |                      |
| 13             | 1 أغسطس 2016      | 17.6% (الرابع)        | 20.6% (الأول)         | 18.5% (الثالث)                         | 20.8% (الأول)                          |                      |
| 14             | 2 أغسطس 2016      | 17.2% (الثالث)        | 21.2% (الأول)         | 19.6% (الثاني)                         | 21.8% (الأول)                          |                      |
| 15             | 8 أغسطس 2016      | 20.0% (الثالث)        | 23.3% (الأول)         | 21.3% (الثاني)                         | 23.1% (الأول)                          |                      |
| 16             | 9 أغسطس 2016      | 18.4% (الثاني)        | 21.4% (الأول)         | 20.6% (الثاني)                         | 22.4% (الأول)                          |                      |
| 17             | 15 أغسطس 2016     | 20.6% (الثاني)        | 23.8% (الأول)         | 20.8% (الثاني)                         | 22.8% (الأول)                          |                      |
| 18             | 22 أغسطس 2016     | 16.2% (الرابع)        | 19.7% (الثاني)        | 17.8% (الرابع)                         | 19.6% (الرابع)                         |                      |
| 19             | 22 أغسطس 2016     | 16.1% (الخامس)        | 19.5% (الثالث)        | 19.5% (الثالث)                         | 22.0% (الثاني)                         |                      |
| 20             | 23 أغسطس 2016     | 17.9% (الثالث)        | 21.2% (الأول)         | 20.2% (الثاني)                         | 22.0% (الأول)                          |                      |
| متوسط المشاهدة | متوسط المشاهدة    | 16.685%               | 20.105%               | 18.405%                                | 20.61%                                 |                      |

## جوائز وترشيحات
| سنة  | جوائز                                | فئة                                          | الفائز                 | النتيجة | مراجع.        |
| ---- | ------------------------------------ | -------------------------------------------- | ---------------------- | ------- | ------------- |
| 2016 | جوائز نجم أبان الدورة الخامسة        | الجائزة الكبرى (دايسانغ)                     | كيم راي وون            | رُشِّح     |               |
| 2016 | جوائز نجم أبان الدورة الخامسة        | الجائزة الكبرى (دايسانغ)                     | باك شن هي              | رُشِّح     |               |
| 2016 | جوائز نجم أبان الدورة الخامسة        | جائزة أفضل ممثل متميز في مسلسل قصير          | كيم راي وون            | رُشِّح     |               |
| 2016 | جوائز نجم أبان الدورة الخامسة        | جائزة أفضل ممثلة متميزة في مسلسل قصير        | باك شن هي              | رُشِّح     |               |
| 2016 | جوائز نجم أبان الدورة الخامسة        | أفضل ممثل صاعد                               | ين غين سانغ            | فوز     |               |
| 2016 | جوائز نجم أبان الدورة الخامسة        | جائزة أفضل ثنائي                             | كيم راي وون وباك شن هي | رُشِّح     |               |
| 2016 | جوائز الدراما الكورية الدورة التاسعة | الجائزة الكبرى (دايسانغ)                     | كيم راي وون            | رُشِّح     |               |
| 2016 | جوائز الدراما الكورية الدورة التاسعة | أفضل دراما                                   | الأطباء                | رُشِّح     |               |
| 2016 | جوائز الدراما الكورية الدورة التاسعة | جائزة أفضل ممثل متميز                        | جانغ هيون سونغ         | فوز     |               |
| 2016 | جوائز الدراما الكورية الدورة التاسعة | جائزة أفضل ممثلة متميزة                      | باك شن هي              | رُشِّح     |               |
| 2016 | 1st جوائز آسيا الفنية                | جائزة أفضل ممثل                              | كيم راي وون            | رُشِّح     |               |
| 2016 | 1st جوائز آسيا الفنية                | جائزة أفضل ممثلة                             | باك شن هي              | فوز     |               |
| 2016 | جوائز دراما إس بي إس 2016            | الجائزة الكبرى (دايسانغ)                     | باك شن هي              | رُشِّح     |               |
| 2016 | جوائز دراما إس بي إس 2016            | جائزة أفضل ممثل متميز في دراما خيالية        | كيم راي وون            | فوز     |               |
| 2016 | جوائز دراما إس بي إس 2016            | جائزة أفضل ممثلة متميزة في دراما خيالية      | باك شن هي              | فوز     |               |
| 2016 | جوائز دراما إس بي إس 2016            | جائزة أفضل ممثل متميز في دراما نوعية         | ين غين سانغ            | رُشِّح     |               |
| 2016 | جوائز دراما إس بي إس 2016            | جائزة خاصة لأفضل ممثل متميز في دراما نوعية   | جانغ هيون سونغ         | رُشِّح     |               |
| 2016 | جوائز دراما إس بي إس 2016            | جائزة خاصة لأفضل ممثلة متميزة في دراما نوعية | إي سونغ غيونغ          | رُشِّح     |               |
| 2016 | جوائز دراما إس بي إس 2016            | جائزة خاصة لأفضل ممثلة متميزة في دراما نوعية | مون جي إن              | رُشِّح     |               |
| 2016 | جوائز دراما إس بي إس 2016            | جائزة أفضل 10 نجوم                           | باك شن هي              | فوز     |               |
| 2016 | جوائز دراما إس بي إس 2016            | جائزة النجم الجديد                           | كيم مين-سيوك           | فوز     |               |
| 2016 | جوائز دراما إس بي إس 2016            | جائزة النجم الجديد                           | مون جي إن              | فوز     |               |
| 2016 | جوائز دراما إس بي إس 2016            | جائزة أفضل ثنائي                             | كيم راي وون وباك شن هي | رُشِّح     |               |
| 2016 | جوائز دراما إس بي إس 2016            | جائزة ايدول الاكاديميه - أفضل قبلة           | كيم راي وون وباك شن هي | رُشِّح     |               |
| 2017 | جوائز بايكسانغ للفنون الدورة 53      | أفضل ممثلة                                   | باك شن هي              | رُشِّح     | [ 18 ] [ 19 ] |
| 2017 | جوائز بايكسانغ للفنون الدورة 53      | أفضل ممثل صاعد                               | كيم مين-سيوك           | فوز     | [ 18 ] [ 19 ] |
| 2017 | جوائز سيول الدولية للدراما           | أفضل دراما كورية متميزة                      | الأطباء                | فوز     | [ 20 ]        |

## وصلات خارجية
- الأطباء على موقع IMDb (الإنجليزية)
- الأطباء على موقع نتفليكس (الإنجليزية)
- الأطباء على موقع فيلمافينيتي (الإسبانية)
- الأطباء على موقع كينوبويسك (الروسية)
- الأطباء على موقع قاعدة بيانات الفيلم (الإنجليزية)
- الموقع الرسمي للمسلسل.
- الصفحة الرئيسية للمسلسل في موقع هان سينما.
- صفحة المسلسل في موقع قاعدة بيانات الأفلام على الإنترنت.